# Noctua grisea
Noctua grisea là một loài bướm đêm trong họ Noctuidae.